# Восточные гренландцы
Ангмассалик (аммасалик, восточные гренландцы) — одна из трёх этнических групп гренландцев, обитающая на восточном побережье Гренландии. Численность — около 3 тыс. чел. Говорят на восточном диалекте гренландского языка эскимосско-алеутской семьи — тунумиите, иногда выделяемом в отдельный язык.
Основные традиционные занятия — охота на морского зверя и рыболовство.
Для доконтактного периода был характерен низкий уровень политической централизации и социальной стратификации. Для традиционных религиозных верований типичны вера в добрых и вредоносных духов, почитание косатки — покровителя морской охоты и главного персонажа космогонических преданий — Ворона. В настоящее время частично христианизированы.